# Dasineura tavolga
Dasineura tavolga är en tvåvingeart som beskrevs av Fedotova 2002. Dasineura tavolga ingår i släktet Dasineura och familjen gallmyggor. Inga underarter finns listade i Catalogue of Life.